# Ceftazidima/avibactam
Ceftazidima/avibactam, comercializada bajo la marca Avycaz entre otras, es un medicamento combinado compuesto de ceftazidima, un antibiótico de cefalosporina, y avibactam, un inhibidor de la β-lactamasa .  Se utiliza para tratar infecciones intraabdominales complicadas, infecciones del tracto urinario y neumonía .   Sólo se recomienda cuando otras opciones no son apropiadas.  Se administra por inyección intravenosa. 
Los efectos secundarios más frecuentes son náuseas, fiebre, problemas hepáticos, dolor de cabeza, dificultad para dormir y dolor en el lugar de la inyección.  Los efectos secundarios graves pueden seranafilaxia, convulsiones y diarrea asociada a Clostridium difficile .  Aunque su uso parece seguro durante el embarazo, el medicamento no se ha estudiado bien en este grupo.  Las dosis deben ajustarse en personas con problemas renales .  La ceftazidima actúa interfiriendo en la formación de la pared celular bacteriana, mientras que el avibactam actúa impidiendo la descomposición de la ceftazidima. 
La combinación fue aprobada para uso médico en Estados Unidos y Europa en 2015.   Está en la Lista de Medicamentos Esenciales de la Organización Mundial de la Salud .  En Estados Unidos, un tratamiento generalmente cuesta entre 7500 y 15 000 USD (en 2016  En el Reino Unido, esta cantidad le cuesta al NHS  alrededor de 1800 a 3600 GBP a partir de 2019. 